# Microloxia ephedrae
Microloxia ephedrae là một loài bướm đêm trong họ Geometridae.